# Mittlere Oder
Mittlere Oder – rezerwat przyrody w południowo-wschodniej części Frankfurtu nad Odrą, w dzielnicy Lossow, a także w północno-wschodniej części gminy Brieskow-Finkenheerd.
Jego powierzchnia wynosi 5,17 ha. Od 2004 jest terenem chronionym prawnie (Naturschutzgebiet).